# El Ràfol de Xaló
El Ràfol de Xaló és una denominació històrica que s'aplica a la part més antiga de Xaló, població situada al marge dret del riu Xaló-Gorgos, a la comarca valenciana de la Marina Alta.

## Composició
El Ràfol de Xaló comprenia bàsicament els següents carrers i places:
- Carrer Major
- Sant Judes Tadeu
- La Plaça
- Santa Anna (antic carrer d'en Berenguer, segle xvii)
- El Carreró
- L'Hospital (antic carrer dels Oms, s. XVII)
- Sant Cristòfol (antic carrer de les Roquetes o del Molí, s. XVII)
- Sant Rafael (antic carrer dels Mallorquins, s. XVII)
- Carrer de les Parres (antic carrer d'en Torres, s. XVII)
- La Replaceta

## Caracterització
Aquests carrers daten de l'època musulmana, quan el Ràfol de Xaló era una de les moltes alqueries que pertanyien al terme castral del Castell de la Solana o d'Aixa. Són carrers de caràcter irregular en el seu traçat, i que es distingeixen per la seua estretor i curta extensió.
El Ràfol, segurament, no estaria emmurallat perquè no hi ha cap document històric ni vestigi arquitectònic que demostre la presència de murs defensius. La proximitat del Castell d'Aixa faria innecessària aquesta protecció: els habitants del Ràfol es desplaçarien cap a aquesta fortalesa tan bon punt se sentiren amenaçats, i allí romandrien fins que desapareguera el perill.
En aquells temps hi havia una mesquita, que estava situada al solar que hui ocupa el temple parroquial de Santa Maria de Xaló. A partir d'aquell nucli primitiu -el Ràfol- i a través de successius eixamples es va originar l'actual nucli urbà de Xaló.

## Galeries i passadissos
Una creença popular assegura que el subsòl del vell Ràfol és ple de galeries: la més important comunicaria l'antic molí del senyor (conegut hui amb la denominació de Molí del Poble o del Giner) amb la Plaça Major. El seu traçat discorreria per davall del Carrer Major, que com el seu nom indica fou la via principal de la població entre els segles XV i XVIII, perquè connectava la Plaça amb el Pla de la Séquia, que era on es trobaven l'almàssera, el molí, la carnisseria i l'hort senyorial i era el punt des del qual partien els camins d'Alacant i d'Alcalalí. Aquests passadissos serien de molta utilitat per a facilitar l'entrada i eixida clandestina de persones que no desitjaven ser vistes.

## La Plaça del Ràfol
Durant tot el segle xv la Plaça del Ràfol (l'actual Plaça Major de Xaló) fou l'escenari de la presa de possessió dels diferents senyors de la Vall de Xaló.
El cerimonial d'aquest acte es desenvolupava de la següent manera: el senyor jurava respectar els preceptes de caràcter religiós i civil dels seus vassalls musulmans, i aquests li declaraven la seua fidelitat amb una fórmula preestablerta que deia: "per nostre senyor Déu i per l'Alquibla de Mahomet".
Un altre ritual que el nou amo devia complir era entrar dins de la casa senyorial, tancar i obrir les portes i fer fora tots aquells que s'hi trobaren en senyal de la seua vera, pacífica i quieta possessió de dominus.
Com una mostra de la seua autoritat, el senyor ordenava l'empresonament d'un vassall triat a l'atzar, al que tot seguit feia alliberar.

## El Carrer de l'Hospital
Aquesta via, a més de ser una de les més antigues, conserva les característiques pròpies dels carrers del vell Ràfol: estret i curt. D'ençà de l'any 1635 es té constància documental de l'existència de l'hospital que li ha donat nom. Aquest edifici tenia un corral en la part de darrere. Al costat de l'hospital vivia Domingo Robles, que en aquella època exercia de metge a Xaló.
En una memòria que tracta de l'estat dels carrers, confegida per l'Ajuntament de Xaló l'any 1845, es diu que al Carrer de l'Hospital hi ha edificis que es troben en estat ruïnós i en cita com a causes: l'antiguitat i la descura. Segons un cens de l'any 1895 el carrer comptava amb 21 cases.
Fins a principis del segle xx l'Ajuntament de Xaló estava situat en aquest carrer, i l'edifici -tot i que habilitat com a casa particular- encara es conserva i se'l sol anomenar la Sala Vella.

## La taverna del Ràfol
Es coneix la dada històrica que hi havia una taverna al Ràfol de Xaló l'any 1430 i que la tenia llogada un tal Alfons Agost, vassall dels Vilanova, senyors de Parcent. Alfons Agost, segons ell mateix va manifestar, havia fet diversos préstecs a en Francesc Martorell i, també, a la seua mare, madona Beatriu (que eren respectivament el pare i l'àvia del novel·lista Joanot Martorell). Amb independència de l'exactitud o no d'aquesta declaració, el cert és que Agost fou empresonat pels Martorell i, poc de temps després, els Vilanova van fer el mateix amb un vassall dels Martorell, Azmet Benfader.
El segon acte d'aquest enfrontament entre les dues famílies serà el setge de la Senyoria (o casa senyorial) del Ràfol de Xaló per part dels Vilanova, que es van desplaçar des de Parcent seguits d'una munió de gent armada. Sortosament, els Martorell van saber repel·lir l'atac i els Vilanova no van arribar a produir cap desgràcia ni material ni personal.